# La Mort de Louis XIV
La Mort de Louis XIV è un film del 2016 diretto da Albert Serra, al suo primo film non in catalano.

## Trama
1715. Divorato dalla gangrena ed altre malattie, un decrepito Luigi XIV, Re di Francia, si spegne lentamente nelle sue stanze, circondato da cortigiani e servitori.

## Produzione
Il regista Albert Serra ha scritto la sceneggiatura col produttore Thierry Lounas. Jean-Pierre Léaud ha interpretato il ruolo del sovrano morente. Per il film, Albert Serra non ha avuto alcuna prova. Le riprese si sono svolte nei dintorni del Château de Hautefort nel 2015 e sono durate 15 giorni.

## Distribuzione
Il film è stato presentato in anteprima al 69º Festival di Cannes il 19 maggio 2016, fuori concorso.
È stato distribuito nelle sale cinematografiche francesi a partire dal 2 novembre 2016.

## Accoglienza

### Botteghini
Il film ha incassato ai botteghini 209 mila dollari.

### Critica
Sull'aggregatore di recensioni online Rotten Tomatoes, il film ha una percentuale di pareri positivi dell'88% basata su 56 recensioni da parte della critica specializzata, con una media di 6,9 su 10. Su Metacritic, il film ha una media ponderato di 76 su 100, basata su 16 recensioni da parte della critica specializzata, ad indicare "giudizi generalmente favorevoli".
Boyd van Hoeij di The Hollywood Reporter ha definito il film "l'opera più accessibile di [Albert Serra] fino ad oggi." Glenn Kenny del New York Times ha scritto: "Per quanto riguarda il signor Serra, mentre spesso si diverte a fare il provocatore le sue interviste, il suo film è sobrio, meticoloso e del tutto convincente nella sua rappresentazione del periodo e della mortalità." Ben Kenigsberg di Variety ha scritto: "Per quanto minimalisti possano essere i film di Serra, raramente sono noiosi e spesso sono portati all'arguzia."
Peter Bradshaw del The Guardian ha dato al film 5 stelle su 5, scrivendo: "A 73 anni, Jean-Pierre Léaud dà quella che potrebbe essere la performance della sua carriera." Allan Hunter di Screen International ha anche commentato che "È facilmente il miglior ruolo dell'attore e l'interpretazione più degna di nota da tempo."
Il film ha vinto il Premio Jean Vigo ed è stato tra i finalisti del Premio Louis-Delluc.

## Riconoscimenti
- 2016 - Jerusalem Film Festival[15]
  - Miglior film internazionale
- 2016 - Premio Fénix
  - Candidatura per il miglior film
  - Candidatura per il miglior regista ad Albert Serra
  - Candidatura per la migliore scenografia a Sebastián Vogler
- 2017 - Premio Gaudí
  - Miglior trucco e acconciatura ad Antoine Mancini
  - Migliori costumi a Nina Avramovic
  - Candidatura per il miglior regista ad Albert Serra
  - Candidatura per la miglior fotografia a Jonathan Ricquebourg
  - Candidatura per il miglior montaggio ad Ariadna Ribas, Artur Tort e Albert Serra
  - Candidatura per la miglior scenografia a Sebastián Vogler
  - Candidatura per il miglior film non in lingua catalana
- 2017 - Premio Lumière[16][17]
  - Miglior attore a Jean-Pierre Léaud
  - Miglior fotografia a Jonathan Ricquebourg
  - Candidatura per il miglior film
  - Candidatura per il miglior regista ad Albert Serra